# Batman (comic book)
Pour les articles homonymes, voir Batman (homonymie).
Batman est un comic book publié par DC Comics depuis 1940. À la suite du succès du personnage, DC Comics décide de lui consacrer son propre magazine.
Le premier numéro sort le 25 avril 1940, un mois après la première apparition de son nouveau partenaire, Robin, le Garçon Prodige. Bien que la série Batman ait été lancée en publication trimestrielle, elle est devenue une série bimestrielle à la fin des années 1950 avant de passer en publication mensuelle à partir du numéro no 271 (janvier 1976).
En novembre 2011 a lieu le reboot de la continuité avec les New 52. Dans cette nouvelle ligne temporelle, la série originelle (vol.1) a pris fin et a redémarré au premier numéro (vol.2).
En 2016, DC Comics commence un nouveau relaunch de tous ses titres sous le label DC Rebirth. La nouvelle série, Batman (vol. 3), est lancée le 15 juin 2016, avec une sortie bimensuelle.

## Historique des publications

### L'Âge d'Or
Le personnage de Batman fait sa première apparition dans les pages de Detective Comics no 27 en mai 1939. Au printemps 1940, Batman no 1 est publié et introduit de nouveaux personnages dans le panthéon de Batman. Les plus notables sont Catwoman et la future Némésis de Batman, le Joker. Alfred Pennyworth, le majordome de la Famille Wayne, apparaît pour la première fois dans le numéro no 16 (avril–mai 1943).
L'éditeur Whitney Ellsworth assigne l'artiste Dick Sprang à la série Batman en 1941. Anticipant le départ de Bob Kane pour l'armée durant la Seconde Guerre Mondiale, DC inventorie le travail de Sprang pour éviter tout retards dans la publication. Le premier travail de Dick Sprang sur Batman à être publié est le dessin de Batman et Robin figurant sur la couverture de Batman no 18 (août-sept. 1943). Le premier travail original de Dick Sprang sur les dessins intérieurs d'un numéro apparaît dans Batman no 19 (octobre-novembre 1943), pour lequel il a dessiné et encré la couverture et les trois premières histoires de Batman. Il a également dessiné la quatrième histoire qui a été encrée par Norm Fallon. Comme tous les artistes de Batman de l'époque, Dick Sprang n'a pas été crédité, étant un assistant anonyme (nègre littéraire) de Bob Kane.
Les Vilains qui débutent également durant cette époque sont le Chapelier Fou dans Batman no 49 (octobre 1948) et Killer Moth dans Batman no 63 (février 1951). En 1953, Sheldon Moldoff devient un des principaux assistants dessinateurs travaillant sur Batman, aux côtés de Win Mortimer et Dick Sprang. Les histoires sont dessinées selon le style de Bob Kane et sont signées Bob Kane, sous la supervision de Bob Kane. Bill Finger et Moldoff introduisent Ace le Bat-Chien dans Batman no 92 (juin 1955).

### L'Âge d'Argent
Le début de l'époque, connue par les fans de comics et les historiens comme l'Âge d'argent des comic books, voit le titre Batman s'enliser dans la science fiction. On retrouve dans les nouveaux personnages créés Mr. Freeze et Betty Kane, la première Bat-Girl.
En 1964, Julius Schwartz est nommé responsable de la relance des titres moribonds de Batman. Il abandonne les aspects les plus stupides qui étaient apparus dans la série, tel que Ace le Bat-Chien et Bat-Mite, et donne au personnage un « Nouveau Look » qui apparaît pour la première fois dans Detective Comics no 327 (mai 1964). Le premier numéro de Schwartz sous le titre Batman fut le no 164 (juin 1964) qui fut écrit par France Edward Herron et dessiné par Sheldon Moldoff. Le Sphinx revient après une absence de dix-huit ans dans Batman no 171 (mai 1965). Parmi les nouveaux vilains qui apparurent durant cette période, nous avons Poison Ivy dans Batman no 181 (juin 1966). Dans les années 1960, les comics de Batman furent affectés par la populaire série télévisée Batman, avec des histoires naïves, au ton ironique. Quand cette influence pris fin, le scénariste Frank Robbins et l'artiste Irv Novick envoient Dick Grayson à l'université et déménage Batman hors du Manoir Wayne dans Batman no 217 (décembre 1969).

### Les années 1970
En 1971, le scénariste Dennis O'Neil et l'artiste Neal Adams prennent en main le titre et le relance avec les tons plus sombres des années 1940. O'Neil et Adams introduisent un nouveau vilain du nom de Ra's al Ghul, et relance aussi le Joker en le ramenant à ses racines de psychopathe meurtrier qui tue les gens sur un coup de tête.
Les numéros 254 (janvier–février 1974) à 261 (mars–avril 1975) de la série étaient au format 100 Page Super Spectacular. La série atteint son 300e numéro en mars 1978 (juin 1978 sur la couverture) avec une histoire du scénariste David Vern Reed et des dessins de Walt Simonson et Dick Giordano,. Len Wein devient le scénariste de la série au numéro no 307 (janvier 1979) et créé dans son premier numéro, le membre de la direction de la Fondation Wayne, Lucius Fox, qui fut plus tard incarné par Morgan Freeman dans les films Batman Begins, The Dark Knight et The Dark Knight Rises. Julius Schwartz mit fin à son mandat d'éditeur de la série au numéro no 309 (mars 1979).

### Les années 1980
Marv Wolfman a brièvement écrit sur Batman (no 331, janvier 1981). Roy Thomas a aussi brièvement travaillé sur la série. Le scénariste Gerry Conway et l'artiste Don Newton introduisirent Jason Todd dans Batman no 357 (mars 1983). Todd reprend le costume de Robin dans Batman no 368 (février 1984). Le scénariste Doug Moench commence son run sur le titre avec Batman no 360. Avec l'artiste Tom Mandrake, ils créaient le personnage de Black Mask dans Batman no 386 (août 1985). Le collaborateur de longue date de Moench, l'artiste Paul Gulacy fait ses débuts chez DC Comics avec l'histoire en deux parties présente dans Batman no 393 et no 394.
Le titre atteint son 400e numéro en octobre 1986. Celui-ci regroupe le travail de plusieurs artistes de comics populaires et inclus une introduction de l'écrivain Stephen King.
À la suite des évènements de Crisis on Infinite Earths, la continuité de DC Comics a été altérée. Les personnages déjà établis eurent l'opportunité d'être réintroduis d'une nouvelle manière. Bien que les titres liés à Batman ne furent pas rebootés, le scénariste Frank Miller, qui travailla précédemment sur la série The Dark Knight Returns et l'artiste David Mazzucchelli racontèrent une nouvelle origine du Batman dans les pages de Batman no 404 à 407 (février–mai 1987). L'histoire, Batman : Année Un (Batman: Year One), rassembla de bonnes critiques pour son interprétation réaliste de la genèse de Batman et son accessibilité aux nouveaux lecteurs qui n'avaient jamais suivis Batman auparavant.
À la suite de « Année Un », le scénariste Max Allan Collins et le dessinateur Chris Warner conçoivent une nouvelle origine pour Jason Todd. Jim Starlin devient le scénariste de Batman et une de ses premières histoires a pour titre « Ten Nights of The Beast » dans Batman no 417-420 (mars–juin 1988) et introduit KGBeast. Durant la présence de Starlin sur le titre, la maison d'édition DC Comics est devenu consciente du dédain grandissant des fans pour le personnage de Jason Todd. À la suite d'un cliffhanger dans lequel la vie du personnage est en jeu, DC lance un vote téléphonique. Les personnes qui appellent, ont le choix de voter pour la survie ou la mort de Jason Todd. L'option de sa mort gagne de peu, et le mois suivant, le personnage décède de ses blessures infligées lors du numéro précédent. L'histoire, nommée « Un Deuil dans la Famille (A Death in the Family) », reçoit une grande couverture médiatique en raison de la nature choquante de la fin d'un personnage connu. Marv Wolfman et l’artiste Pat Broderick créèrent Tim Drake dans le no 436, dans l'histoire « Batman: Year Three ». Ce personnage devient la troisième version de Robin dans « Les Morts et les vivants (A Lonely Place of Dying) » et dont le point culminant de l'histoire se trouve dans Batman no 442.

### Les années 1990
Partiellement inspiré par le ton du film de Tim Burton de 1989, Batman, le comics prend un ton plus sombre en 1990. La version de Robin de Tim Drake obtient un nouveau costume créé par Neal Adams dans Batman no 457 (décembre 1990) avec une histoire d'Alan Grant et Norm Breyfogle. Les principaux scénaristes de la franchise Batman dans les années 1990 furent Alan Grant, Doug Moench, et Chuck Dixon. Moench et Dixon conçurent l'arc crossover Knightfall, dans lequel on voit le vilain Bane briser le dos de Batman. Un nouveau personnage, Jean-Paul Valley, prend la cape de Batman en l'absence de Bruce Wayne. Le pouvoir rend Jean-Paul Valley fou, et Bruce Wayne doit le reprendre par la force après sa guérison.
Les titres liés à Batman en 1999 sont dominés par le crossover « No Man's Land », qui voit Gotham City ravagée par un tremblement de terre. Le gouvernement américain finit par donner l'ordre d'évacuer la ville et d'abandonner et isoler ceux qui ont choisi de rester derrière. Le scénariste Greg Rucka a adapté l'histoire en roman, qui fut publié en 2000.

### Les années 2000

#### 2000 - 2003
Après la conclusion de « No Man's Land » et le départ de Greg Rucka pour le titre Detective Comics, le titre Batman est repris par le scénariste Larry Hama et l'artiste Scott McDaniel. Au no 582, Ed Brubaker devient le scénariste et garde une tendance au drame et au crime en incluant des vilains tel que le Pingouin, le nouveau méchant de Brubaker, Zeiss et Deadshot. Le run de Brubaker subit une brève interruption avec l'arc « Un homme à terre (Officer Down) », qui montre le Commissaire Gordon gravement blessé après une tentative de meurtre et finissant par prendre sa retraite des forces de polices de Gotham City. De là, le scénariste Brian K. Vaughan réalise un arc de trois numéros qui se focalise sur le personnage créé par Batman, Matches Malone avant le retour de Brubaker. Le crossover suivant, orchestré par Brubaker et Rucka, et nommé « Bruce Wayne: Murderer? », voit Bruce Wayne piégé et accusé à tort du meurtre de sa petite-amie et proche d'abandonner complètement son identité civile.
À partir de Batman no 600, la série passe à la phase suivante de la machination contre Bruce Wayne, « Bruce Wayne: Fugitive ». À la conclusion de la machination, Brubaker met fin à son run avec deux numéros co-écrit avec Geoff Johns,.

#### 2003 - 2006
Le scénariste Jeph Loeb et l'artiste Jim Lee élaborent une histoire sur une année qui commence avec Batman no 608. L'histoire, « Silence (Hush) », est un thriller qui plonge dans de nombreuses périodes de l'histoire de Batman : elle introduit un nouveau personnage, redéfinie le Sphinx, soigne Harvey Dent, et remet en question les événements entourant la mort de Jason Todd. À la fin de Hush, l'équipe créative de la série Vertigo 100 Bullets prend le relais avec l'arc en six numéros, « Cité Brisée (Broken City) ». Judd Winick devient le scénariste principal de la série et dans l'histoire « Under the Hood », explique que Jason Todd est actuellement revenu de la mort depuis un moment, et est devenu un anti-héros de Gotham sous le déguisement du Red Hood.
Après la série Infinite Crisis, tous les titres mensuels de l'Univers DC font un bond temporel d'un an, représentant les personnages dans des situations et des environnements radicalement différents de ce qu'ils étaient dans les publications précédentes. « Face the Face » fut écrit par James Robinson. On y voit Batman revenir d'un voyage d'un an ainsi que le retour de James Gordon à son poste de Commissaire.

#### 2006 - 2009
Grant Morrison démarre son long récit sur Batman dans le no 655. La première histoire, « Batman and Son », révèle que Bruce Wayne est le père d'un enfant nommé Damian, et tente de soustraire l'enfant des machinations de sa mère, Talia al Ghul. De là, Morrison commence un arc qui voit la maléfique organisation connue comme le Gant Noir tenter de détruire tout ce que représente Batman. Après avoir stoppé le Gant Noir, Morrison place Batman dans sa série Final Crisis, où Batman semble être tué par Darkseid. En fait, il a été transporté dans un lointain passé et s'y retrouva bloqué. Neil Gaiman écrivit Batman no 686, qui est la première partie d'une histoire intitulée « Qu'est-il arrivé au Chevalier Noir ? (Whatever Happened to the Caped Crusader?) ». On trouve sa suite dans Detective Comics no 853.
Après cela, la série principale de Batman est mise à pause durant la mini-série « Battle for the Cowl ». On y voit Dick Grayson reprendre le rôle de Batman à la suite de la disparition de Bruce Wayne. Grant Morrison reste impliqué dans l'écriture de Batman, mais passe à la nouvelle série Batman and Robin qui suit les exploits de Dick Grayson en tant que Batman et de Damian Wayne en tant que nouveau Robin. Le scénariste Judd Winick revient temporairement sur le titre pour le premier arc solo de Grayson en tant que Batman, avant de confier l'écriture et le dessin à Tony Daniel.

### Les années 2010
Tony Daniel reste le principal scénariste de la série jusqu'à Batman no 699. Le titre atteint une étape importante avec la publication de Batman no 700 (août 2010), qui voit le retour de Grant Morrison sur le titre et la collaboration d'une équipe d'artistes regroupant Tony Daniel, Frank Quitely, Andy Kubert et David Finch.

#### The New 52
DC Comics relance Batman au no 1 en septembre 2011, lors du grand relaunch The New 52. Il est écrit par Scott Snyder et dessiné par Greg Capullo. Comme toutes les séries associées avec le DC relaunch, Bruce Wayne semble être plus jeune de cinq ans par rapport à la précédente incarnation du personnage. Les super-héros sont, en grande majorité, apparus durant les cinq dernières années de la nouvelle ligne temporelle. Ils sont perçus avec beaucoup de suspicion, et, au pire, une franche hostilité. Tous les personnages qui ont porté le masque de Robin ont été repris (sauf Stéphanie Brown). Ils ont bien été partenaires de Batman dans la nouvelle continuité. Les récits se fondent sur des développements récents, mais la majeure partie de l'histoire précédente reste intacte pour la plupart des personnages : Bruce Wayne est encore le seul Batman, avec Dick Grayson ayant repris son rôle de Nightwing.
Le premier arc narratif a pour titre « La Cour des Hiboux (The Court of Owls) » et se concentre sur l'enquête de Batman qui découvre une société secrète dans Gotham City. Il ignorait l'existence de cette société qui agit depuis l'époque des fondateurs de la ville et de son ancêtre Alan Wayne. Il doit alors faire face et combattre les Ergots (« Talons » en anglais), les assassins de la Cour des Hiboux. Cela mène au premier crossover majeur des New 52 : « La Nuit des Hiboux (Night of the Owls) ».

#### DC Rebirth
Lors du DC Rebirth, Batman est relancé avec le one-shot Batman: Rebirth et démarre avec une édition bimensuelle. Batman vol. 3 no 1 sort en juin 2016. La série est écrite par Tom King et dessinée par David Finch et Mikel Janín. La série voit l'introduction de deux justiciers, Gotham et Gotham Girl.

## Premières apparitions
| Apparitions                            | Numéro       | Date de parution      |
| -------------------------------------- | ------------ | --------------------- |
| Le Joker                               | #1           | Printemps 1940        |
| Catwoman                               | #1           | Printemps 1940        |
| Gotham City (Son nom)                  | #4           | Hiver 1941            |
| Batmobile                              | #5           | Printemps 1941        |
| Alfred Pennyworth                      | #16          | Avril-Mai 1943        |
| Le Chapelier Fou                       | #49          | Octobre-Novembre 1948 |
| Vicki Vale                             | #49          | Octobre-Novembre 1948 |
| Deadshot                               | #59          | Juin-Juillet 1950     |
| Killer Moth                            | #63          | Février-Mars 1951     |
| Mr. Freeze (sous le nom de "Mr. Zero") | #121         | Février 1959          |
| Batgirl (Betty Kane)                   | #139         | Avril 1961            |
| Poison Ivy                             | #181         | Juin 1966             |
| Ra's al Ghul                           | #232         | Juin 1971             |
| Lucius Fox                             | #307         | Janvier 1979          |
| Harvey Bullock                         | #361         | Juin 1983             |
| Black Mask                             | #386         | août 1985             |
| Holly Robinson                         | #404         | Février 1987          |
| Sarah Essen Gordon                     | #405         | Mars 1987             |
| KGBeast                                | #417         | Mars 1988             |
| Tim Drake (futur Robin III)            | #436         | août 1989             |
| Cassandra Cain (future Batgirl IV)     | #567         | Juillet 1999          |
| David Cain                             | #567         | Juillet 1999          |
| Silence                                | #609         | Janvier 2003          |
| Red Hood (Jason Todd)                  | #635         | Décembre 2004         |
| Damian Wayne                           | #655         | Septembre 2006        |
| Terry McGinnis                         | #700         | Juin 2010             |
| La Cour des Hiboux                     | (vol. 2) #1  | Septembre 2011        |
| Mister Bloom                           | (vol. 2) #43 | Octobre 2015          |
| Gotham Girl                            | (vol. 3) #1  | août 2016             |

## Éditions reliées françaises

### Batman Vol.1
- 1987 - 1988 : Batman : Année Un (Batman : Year One) - contient Batman no 404-407
  - France Loisirs, 1989  (ISBN 2-7242-4568-7)
  - Delcourt, 2000  (ISBN 2-8405-5441-0)
  - Panini Comics, collection DC Icons, 2010  (ISBN 978-2-8094-1390-8)
  - Urban Comics, collection DC Essentiels, 2012  (ISBN 978-2-36577-130-6)
  - Urban Comics, 2012 + DVD du film d'animation  (ISBN 978-2-3657-7048-4)
  - Urban Comics, collection DC Essentiels, Noir & Blanc, 2014 (pour les 75 ans de Batman)  (ISBN 978-2-3657-7518-2)
- 1988 - 1989 : Un Deuil dans la Famille (A Death in the Family et A Lonely Place of Dying) - contient Batman no 426-429 + Batman no 440-442 + Annual no 25
  - SEMIC, 2003  (ISBN 2-8485-7044-X)
  - Urban Comics, collection DC Essentiels, 2013  (ISBN 978-2-3657-7208-2)
  - Eaglemoss, 2016 (contient Batman no 426 à 429)
- 1990 : Batman: Dark Night, Dark City - contient Batman no 452-454
  - Urban Comics, 2013, Grant Morrison présente Batman – Tome 4  (ISBN 978-2-3657-7177-1)
- 1993 - 1994 : Batman: Knightfall (Knightfall) - chez Urban Comics
  - 1. La Chute (Knightfall : Broken Bat), 1993 - contient Batman no 489-497  (ISBN 978-2-3657-7076-7)
  - 2. Le Défi (Knightfall : Who Rules the Night), 1993 - contient Batman no 498-500  (ISBN 978-2-3657-7128-3)
  - 3. La Croisade (Knightquest : The Crusade), 1993-1994 - contient Batman no 501-504  (ISBN 978-2-3657-7184-9)
  - 4. La Quête (Knightquest : The Search), 1994 - contient Batman no 505-508  (ISBN 978-2-3657-7255-6)
  - 5. La Fin (Knightend), 1994 - contient Batman no 509-510  (ISBN 978-2-3657-7336-2)
- 1994 - 1995 : Batman: Le Fils prodigue (Prodigal)
  - Urban Comics, collection DC Classiques, 2014 - contient Batman no 512-515  (ISBN 978-2-3657-7334-8)
- 1998 : Cataclysme (Batman : Cataclysm) - contient Batman no 553-554
  - Urban Comics, collection DC Classiques, 2014  (ISBN 978-2-3657-7333-1)
- 1999 : No Man's Land (No Man's Land) - chez Urban Comics, collection DC Classiques
  - Tome 1 - contient Batman no 563-565  (ISBN 978-2-3657-7335-5)
  - Tome 2 - contient Batman no 566-567  (ISBN 978-2-3657-7392-8)
  - Tome 3 - contient Batman no 568  (ISBN 978-2-3657-7411-6)
  - Tome 4 - contient Batman no 569-570  (ISBN 978-2-3657-7635-6)
  - Tome 5 - contient Batman no 571-572  (ISBN 978-2-3657-7636-3)
  - Tome 6 - contient Batman no 573-574  (ISBN 978-2-3657-7637-0)
- 2000 : New Gotham 2 : Un homme à terre (Batman: Officer Down) - contient Batman no 587
  - Urban Comics, collection DC Classiques, 2017  (ISBN 978-2-3657-7901-2)
- 2002 : Batman : Meurtrier et Fugitif 1 (Bruce Wayne: Murderer?) - contient Batman no 599-600
  - Urban Comics, collection DC Classiques, 2018  (ISBN 979-1-0268-1349-1)
- 2002 - 2003 : Silence (Hush) - contient Batman no 608-619
  - SEMIC, collection Semic Books, 2004 (en 3 tomes)
  - Panini Comics, collection Deluxe, 2010  (ISBN 978-2-8094-1413-4)
  - Urban Comics, collection DC Essentiels, 2013  (ISBN 978-2-3657-7213-6)
  - Urban Comics, collection DC Essentiels, Noir & Blanc, 2014 (pour les 75 ans de Batman)  (ISBN 978-2-3657-7277-8)
- 2003-2004 : Cité brisée (Batman: Broken City) - contient Batman no 620-625
  - Urban Comics, collection DC Deluxe, 2017  (ISBN 978-2-3657-7896-1)
- 2005 : L’Énigme de Red Hood : Sous le Masque (Under The Red Hood) - contient Batman no 635-641 + no 645-650 + Annual no 25
  - Urban Comics, collection DC Classiques, 2016  (ISBN 978-2-3657-7872-5)
- 2009 : Qu'est-il arrivé au Chevalier Noir ? (Batman: Whatever Happened to the Caped Crusader?) - contient Batman no 686
  - Panini Comics, 2011  (ISBN 978-2-8094-2040-1)
- 2006 - 2007 : L’Héritage Maudit - contient Batman no 655-658 + 663-669
  - Urban Comics, collection DC Signatures : Grant Morrison présente Batman – Tome 1, 2012  (ISBN 978-2-3657-7040-8)
  - Eaglemoss, 2016 - contient Batman no 655-658 (Batman and Son)
- 2007 : La Résurrection de Ra's al Ghul (The Resurrection of Ra's al Ghul) - contient Batman no 670-671 + Annual no 26
  - Urban Comics, collection DC Classiques, 2015  (ISBN 978-2-3657-7661-5)
- 2008 : Batman R.I.P. (Batman R.I.P.) - contient Batman no 672-681
  - Urban Comics, collection DC Signatures : Grant Morrison présente Batman – Tome 2, 2012  (ISBN 978-2-3657-7056-9)
- 2009 - 2010 : Le Dossier Noir (The Black Casebook) - contient Batman no 682-683 + no 700-702 + no 452-454
  - Urban Comics, collection DC Signatures : Grant Morrison présente Batman – Tome 4, 2013  (ISBN 978-2-3657-7177-1)

### Batman Vol.2
Première édition chez Urban Comics, collection DC Renaissance :
- 1. La Cour des Hiboux (The Court of Owls), 2011-2012 - contient Batman 2 no 1-7  (ISBN 978-2-3657-7041-5)
- 2. La Nuit des Hiboux (Night Of The Owls), 2012 - contient Batman 2 no 8-12 + Annual no 1  (ISBN 978-2-3657-7206-8)
- 3. Le Deuil de la Famille (Death of the Family), 2012-2013 - contient Batman 2 no 13-17  (ISBN 978-2-3657-7356-0)
- 4. L'An Zéro 1 : Cité secrète (Batman: Zero Year - Secret City), 2013 - contient Batman 2 no 0 + 21-24  (ISBN 978-2-3657-7425-3)
- 5. L'An Zéro 2 : Sombre Cité (Batman: Zero Year - Dark City), 2014 - contient Batman 2 no 25-27 + 29-33  (ISBN 978-2-3657-7616-5)
- 6. Passé, Présent, Futur (Batman : Graveyard Shift), 2014 - contient Batman 2 no 18-20 + 34 + Annual no 2  (ISBN 978-2-3657-7699-8)
- 7. Mascarade (Batman: Endgame), 2015 - contient Batman 2 no 35-40 + Annual no 3  (ISBN 978-2-3657-7801-5)
- 8. La Relève, 1re partie (Superheavy), 2016 - contient Batman 2 no 41-45 + Annual no 4  (ISBN 978-2-3657-7908-1)
- 9. La Relève, 2e partie (Bloom), 2016 - contient Batman 2 no 46-52  (ISBN 979-1-0268-1070-4)

### Batman Vol.3
Première édition chez Urban Comics, collection DC Rebirth (édition en cours) :
- 1. Mon nom est Gotham (I'm Gotham), 2016 - contient Batman 3 no 1-6 + Batman Rebirth  (ISBN 979-1-0268-1125-1)
- La Nuit des Monstres (Night of the Monster Men), 2016 - contient Batman 3 no 7-8  (ISBN 979-1-0268-1282-1)
- 2. Mon nom est Suicide (I'm Suicide), 2017 - contient Batman 3 no 9-15  (ISBN 979-1-0268-1318-7)
- 3. Mon nom est Bane (I'm Bane), 2017 - contient Batman 3 no 16-20 + 23-24 + Annual no 1  (ISBN 979-1-0268-1350-7)
- DC Univers Rebirth - Le Badge (Batman / The Flash - The Button), 2017 - contient Batman 3 no 21-22  (ISBN 979-1-0268-1375-0)
- 4. La Guerre des Rires et des Énigmes (The War of Jokes and Riddles), 2017 - contient Batman 3 no 25-32  (ISBN 979-1-0268-1351-4)
- 5. En amour comme à la guerre (Rules of Engagement), 2017 - contient Batman 3 no 33-38  (ISBN 979-1-0268-1382-8)
- 6. Tout le monde aime Ivy (Bride or Burglar ?), 2018 - contient Batman 3 no 39-43 + 45-47  (ISBN 979-1-0268-1573-0)
- 7. Le Mariage (The Wedding), 2018 - contient Batman 3 no 48-49 + les one-shots Batman: Prelude To The Wedding  (ISBN 979-1-0268-1688-1)
- 8. Noces noires (Cold Days), 2018 - contient Batman 3 no 44 + 50-53 + The Brave & The Bold no 197  (ISBN 979-1-0268-1658-4)
- 9. L’Aile meurtrière (The Tyrant Wing), 2018 - contient Batman 3 no 54-60 + Batman Annual no 3 + Batman Secret Files  (ISBN 979-1-0268-1996-7)
- 10. Cauchemars (Knightmares), 2019 - contient Batman 3 no 61-63 + 66-69  (ISBN 979-1-0268-1799-4)
- 11. La chute et les déchus, 2020 - contient Batman 3 no 70-74 + Batman Secret Files no 1
- 12. La cité de Bane, 2020 - contient Batman 3 no 75-85 + Batman Annual no 4